# HD70847
HD70847 — хімічно пекулярна зоря спектрального класу B8, що має видиму зоряну величину в смузі V приблизно  9,0.
Вона  розташована на відстані близько 9883,5 світлових років від Сонця.

## Пекулярний хімічний склад
Зоряна атмосфера HD70847 має підвищений вміст 
Si
.